# ناحیه جهنگ
ناحیه جهنگ (به انگلیسی: Jhang District) یکی از ناحیه‌های پاکستان در پاکستان است که در پنجاب واقع شده‌است. ناحیه جهنگ ۲٬۷۴۳٬۴۱۶ نفر جمعیت دارد.